# (1708) Polit
(1708) Polit és un asteroide del cinturó principal, descobert per Josep Comas i Solà l'1 de desembre de 1929 des de l'Observatori Fabra de Barcelona. Rep el nom d'Isidre Pòlit, ajudant de Comas a l'observatori.